# 山雲 (駆逐艦)
| 1939年9月15日、海上試験を行う山雲 | |
| 艦歴                              | |
| 計画                              | ②計画 |
| 起工                              | 1936年11月4日 |
| 進水                              | 1937年7月24日 |
| 就役                              | 1938年1月15日 |
| その後                            | 1944年10月25日戦没 |
| 除籍                              | 1945年1月10日 |
| 性能諸元                          | |
| 排水量                            | 基準：約2,000t、公試：2,400t                                                                                              |
| 全長                              | 118.00m |
| 全幅                              | 10.386m |
| 吃水                              | 3.71m（平均） |
| 機関                              | 艦本式オール・ギアードタービン2基2軸 ロ号艦本式重油専焼缶3基 50,000hp                                                     |
| 最大速力                          | 34.85kt |
| 航続距離                          | 18ktで5,190浬 |
| 燃料                              | 重油580t |
| 乗員                              | 230名 |
| 武装（新造時）                    | 50口径12.7cm連装砲 3基6門 25mm機銃 II×2 (または13mm機銃 II×2) 61cm4連装魚雷発射管 2基8門 （九〇式魚雷16本） 九一式爆雷×36 |

山雲（やまぐも）は、大日本帝国海軍の駆逐艦。一等駆逐艦朝潮型（満潮型）の6番艦である。1944年（昭和19年）10月下旬のレイテ沖海戦で西村艦隊に所属しスリガオ海峡へ突入、米艦隊の砲雷撃を受けて沈没した。艦名は海上自衛隊のやまぐも型護衛艦「やまぐも」に継承された。

## 艦歴

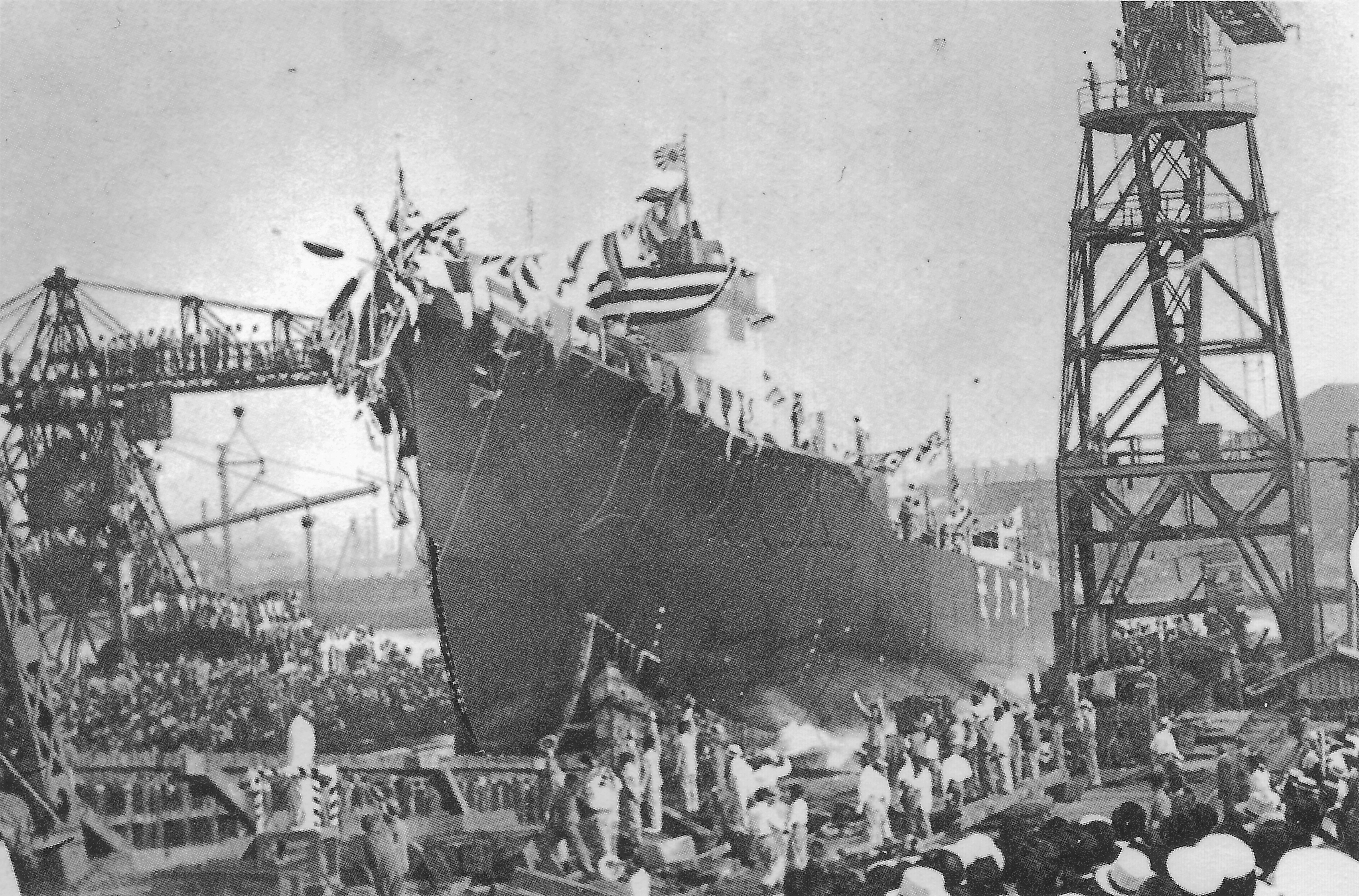
山雲の進水式。1937年7月24日、藤永田造船所。

駆逐艦「山雲」は藤永田造船所で建造開始。1936年（昭和11年）10月22日、「山雲（ヤマグモ）」と命名。姉妹艦「朝雲」、工作艦「明石」も同日附で命名されている。同年11月4日に起工、1937年（昭和12年）7月24日に進水、1938年（昭和13年）1月15日に竣工。同時に第41駆逐隊に編入された。
同年9月15日、第三予備艦となり横須賀海軍工廠で蒸気タービン機関の改造工事を実施した（臨機調事件）。1939年（昭和14年）11月15日、所属の第41駆逐隊が第9駆逐隊となった。1940年（昭和15年）11月15日、第9駆逐隊は第二艦隊・第四水雷戦隊に編入された。

### 太平洋戦争
太平洋戦争開戦時には、朝潮型の姉妹艦3隻（朝雲、夏雲、峯雲）と共に第四水雷戦隊（司令官西村祥治少将・旗艦「那珂」）・第9駆逐隊（駆逐隊司令佐藤康夫大佐）に所属していた。1941年（昭和16年）12月8日、「山雲」は第21水雷隊、第11掃海隊などとともにバタン島攻略に参加した。同島のバスコ飛行場確保が目的であり、上陸した陸戦隊は抵抗を受けることなく飛行場を占領した。次いでリンガエン湾上陸作戦に参加。12月31日、サンフェルナンド灯台沖で誤って味方の機雷に触れ損傷した。1942年（昭和17年）2月5日、リンガエン発。9日香港に到着。入渠して応急修理を行った。4月1日に出港し、6日横須賀着。以後9月末まで同地にとどまり修理を実施した。
なお5月15日附で「山雲」は第9駆逐隊より除籍された。同日附で損傷修理中の朝潮型3隻（山雲、満潮、大潮）は予備艦となる。
約五ヶ月が経過した10月1日附で、「山雲」は警備駆逐艦に指定される。横須賀鎮守府海面防備部隊に編入され、船団護衛任務に従事する。同日（10月1日）、「山雲」は駆逐艦「萩風」（第4駆逐隊）のトラック泊地〜日本本土回航を護衛する。航海中、スクリューの脱落で航行不能となった「萩風」を曳航し、8日に横須賀港へ戻った。12月8日、乙一号輸送作戦第2部隊として輸送船2隻（朝風丸、相良丸）を護衛し横須賀を出発、途中で駆逐艦「追風」（第二海上護衛隊）と護衛任務を交代した。
1943年（昭和18年）2月8日午後4時、「山雲」は兵員輸送船「龍田丸」を護衛して横須賀を出発、トラック泊地へ向かっていた。午後10時15分頃、御蔵島東方40マイル地点で「龍田丸」は米潜水艦「ターポン」に雷撃され、約20分後に沈没。龍田丸の前方1000〜1500mを航行していた「山雲」は爆発音を聞いて反転、「イカニセルヤ」と信号で問い合わせるが応答はなかった。風速20mの時化により捜索は難航。小野艦長は「龍田丸の痕跡を発見した者には賞金を出す」とまで通達したが、燃料切れになるまで捜索しても破片すら発見できなかったという（2月20日、白鳥丸が軍属1名の遺体を収容）。
その後も山雲は護衛任務に従事し、各地を転々とする。9月20日から10月6日まで、輸送船3隻（平安丸、護国丸、清澄丸）、水上機母艦「秋津洲」、駆逐艦3隻（山雲、巻波、響）は丁二号輸送部隊として第17師団の上海〜呉〜トラック〜ラバウル移動（南東方面派遣）を実施する。

### 第四駆逐隊
この輸送作戦を準備中の同年9月15日、「山雲」は第4駆逐隊に編入された。開戦時の第4駆逐隊は陽炎型駆逐艦4隻（萩風、嵐、野分、舞風）で編制され第四水雷戦隊に所属していたが、ミッドウェー海戦を経て1942年（昭和17年）7月に第十戦隊へ移籍していた。その後、1943年（昭和18年）8月6日のベラ湾夜戦で所属艦2隻（萩風、嵐）を撃沈された第4駆逐隊は2隻編制（野分、舞風）となっており、「山雲」の編入で陽炎型（不知火型）と朝潮型（満潮型）の混成部隊となった。第4駆逐隊は丁四号輸送部隊第三輸送隊として輸送船2隻（日枝丸、粟田丸）を護衛、11月12日にラバウルへ到着した。
11月中旬、「山雲」はトラック泊地から日本本土へ向かう4隻（潜水母艦長鯨、練習巡洋艦鹿島、特設運送船護国丸、秋月型駆逐艦若月）を護衛する。11月19日、「山雲」は船団を追跡していた米潜水艦「スカルピン」を発見する。「山雲」は爆雷攻撃を加えて「スカルピン」に損傷を与え、浮上した同艦を砲撃により撃沈した。「山雲」は米潜水艦乗組員42名（41名とも）を救助した。乗組員達は「龍田丸」の仇を討とうと色めきたったが、小野(山雲艦長)はそれを制して救助を行い、コーヒーやトーストをふるまったという。なおトラック泊地に到着したスカルピン乗組員は、彼等を撃沈・救助した駆逐艦について、「山雲」ではなく「YOKOHAMA」と教えられた。
12月上旬、「山雲」は駆逐艦秋雲（第10駆逐隊）と共にトラック-パラオ輸送船団護衛任務に従事。同月中旬、連合艦隊は戊号輸送作戦を発動する。山雲・秋雲・風雲は戦艦大和と空母翔鶴を護衛して横須賀に戻っていた「山雲」も作戦に組み込まれた。12月20日、戦艦「大和」、駆逐艦2隻（第17駆逐隊《谷風》、第4駆逐隊《山雲》）からなる戊一号輸送部隊は横須賀を出港してトラック泊地へ向かう。だが、トラック到着直前に米潜水艦「スケート」から「大和」への雷撃を許した。「大和」は魚雷1本の命中により小破。25日、3隻（大和、谷風、山雲）はトラックに到着した。ただちに「山雲」は戊三号輸送部隊第二部隊に編入され、軽巡洋艦2隻（能代、大淀）・駆逐艦2隻（第61駆逐隊《秋月》、第4駆逐隊《山雲》）という戦力でニューギニア島・カビエンへの輸送作戦に従事する。
1944年（昭和19年）1月1日、戊三号輸送部隊第二部隊はカビエンで米軍機85機（資料によっては約100機）の襲撃を受ける。輸送部隊は零式艦上戦闘機の援護をうけつつ能代と山雲、大淀と秋月の二群にわかれて米軍機と交戦、敵機の撃退に成功した。軽巡2隻（能代、大淀）が小破しているが、深刻な被害は出なかった。「山雲」は撃墜5機を記録、機銃掃射と至近弾により若干の浸水被害と戦死2名・重軽傷10名という被害を受けている。1月中旬以降、ラバウル方面への輸送船団護衛任務に従事。
2月15日、第4駆逐隊3番艦の「山雲」は輸送船「浅香丸」を護衛してトラック泊地を出発した。2月17日、トラック泊地は米軍機動部隊及び戦艦部隊に襲撃されて大損害を受ける（トラック島空襲）。練習巡洋艦「香取」、特設巡洋艦「赤城丸」と共に第4駆逐隊の司令駆逐艦「舞風」が撃沈され、4駆司令磯久研磨大佐も戦死した。4駆は2隻（野分、山雲）編制になる。「山雲」は脱出してきた「野分」と合同し、引き続き「浅香丸」を護衛して内地へ向かった。
「山雲」は24日に横須賀へ帰投して補給・修理を受けたのち、3月16日に出渠。3月25日、高橋亀四郎大佐が第4駆逐隊司令として着任し、「山雲」を司令艦とする。
3月31日、除籍された「舞風」の代艦として「山雲」の姉妹艦「満潮」が第4駆逐隊に編入され、同隊は3隻編制（野分、山雲、満潮）となった。
第4駆逐隊に変化がある中、駆逐艦3隻（山雲、雪風、初霜）は空母「千歳」のサイパン方面輸送作戦を護衛する。日本本土帰投後の4月、4隻（軽巡《能代》、駆逐艦3隻《山雲、雪風、初霜》）は空母2隻（瑞鳳、龍鳳）のサイパン・グアム方面輸送を護衛した。
6月以降、渾作戦、マリアナ沖海戦に参加。第4駆逐隊は第二航空戦隊（司令官城島高次少将）に所属し、空母3隻（隼鷹、飛鷹、龍鳳）、戦艦長門、重巡洋艦最上、駆逐艦（第4駆逐隊《山雲、満潮、野分》、第17駆逐隊《浜風》、第27駆逐隊《時雨、五月雨》、夕雲型駆逐艦《早霜、秋霜》）として乙部隊を編成、マリアナ沖海戦に臨んだ。乙部隊からは飛鷹沈没、隼鷹と龍鳳損傷という被害を出した。
7月上旬、第4駆逐隊は戦艦「扶桑」の日本本土回航を護衛。航海中の7月10日、秋雲・風雲の喪失による第10駆逐隊の解隊にともない、同隊所属だった姉妹艦「朝雲」が第4駆逐隊に編入される。第4駆逐隊は定数4隻（野分、満潮、朝雲、山雲）を回復した。日本に帰還後、第4駆逐隊の2隻（野分、山雲）は空母「瑞鳳」、第61駆逐隊（秋月、初月）と小笠原諸島・硫黄島方面への輸送作戦に従事した。

### 沈没
10月中旬以降の捷号作戦で第4駆逐隊（満潮、朝雲、山雲、野分）は分散配備され、「野分」のみ栗田艦隊・第十戦隊旗艦の軽巡洋艦「矢矧」及び第17駆逐隊（浦風、浜風、雪風、磯風）と行動を共にする。第4駆逐隊3隻（満潮/司令駆逐艦、朝雲、山雲）は扶桑型戦艦2隻（山城、扶桑）、重巡洋艦「最上」、駆逐艦「時雨」と共に第一遊撃部隊第三部隊（通称西村艦隊）に所属して、第二戦隊司令官西村祥治中将（旗艦「山城」）の指揮下でレイテ湾突入を目指した。10月25日、西村艦隊はスリガオ海峡に突入したものの「時雨」を残して全隻撃沈された。
午前2時20-30分頃、「満潮」-「山雲」-「朝雲」-「時雨」-「山城」-「扶桑」-「最上」という単縦陣の二番手に位置していた「山雲」は、米軍駆逐艦隊が発射した魚雷の命中により航行不能となる。西野（時雨駆逐艦長）によれば、「満潮、山雲、朝雲」はほぼ同時に被雷、「山雲」は轟沈であったという。全員が戦死したとされる。生存者1名がマニラ地区地上部隊に編入されたという記録が残るが、その後の消息は不明。同海戦で山城・扶桑・満潮・朝雲とも少数の生存者が米軍に救助されたが、その実数は定かではない。なお、栗田艦隊に所属していた「野分」も重巡「筑摩」救援中に撃沈され（野分は総員戦死）、第4駆逐隊所属艦は1日で全隻を喪失した。
1945年（昭和20年）1月10日、駆逐艦「山雲」は
満潮型駆逐艦、
帝国駆逐艦籍
のそれぞれから除籍された。全滅した第4駆逐隊も解隊された。

## 歴代艦長
艤装員長
1. 阿部俊雄 中佐：1937年8月16日[43] - 1937年12月1日[44]
2. 原為一 少佐：1937年12月1日[44] - 1938年1月15日[45]

駆逐艦長
1. 原為一 少佐/中佐：1938年1月15日[45] - 1938年12月1日[46]
2. 溝畠定一 中佐：1938年12月1日[46] - 1939年3月10日[47]
3. 有馬時吉 少佐：1939年3月10日[47] - 1939年11月15日[48]
4. 古賀彌周次 少佐/中佐：1939年11月15日[48] - 1942年5月20日[49]
5. 小野四郎 少佐/中佐：1942年5月20日[49] - 1944年10月25日 戦死、同日付任海軍大佐[50]